# ارل در بیگرز
ارل در بیگرز (Earl Derr Biggers‏ ۲۶ اوت ۱۸۸۴–۵ آوریل ۱۹۳۳) نویسنده رمان و نمایشنامه آمریکایی بود.
عمده شهرت او بعلت خلق شخصیت داستانی کارآگاه چینی-آمریکایی به نام چارلی چان می‌باشد که فیلم‌های پر مخاطبی دربارهٔ این شخصیت در چین و آمریکا ساخته شده‌است. وی بعلت عوارض ناشی از سکته قلبی در حالی که ۴۸ سال بیشتر نداشت در بیمارستانی در کالیفرنیا درگذشت. ارل در بیگرز

## مجموعهٔچارلی چان
- The House Without a Key خانه‌ای بدون کلید(۱۹۲۵)
- The Chinese Parrot طوطی چینی(۱۹۲۶)
- Behind That Curtain در پس آن پرده(۱۹۲۸)
- The Black Camel شتر سیاه(۱۹۲۹)
- Charlie Chan Carries On چارلی چان می‌تازد(۱۹۳۰)
- Keeper of the Keys کلیددار(۱۹۳۲)

## دیگر آثار
- هفت راه رسیدن به بُلدپِیت اولین رمان (۱۹۱۳)
- به بیمه عشق بورز (۱۹۱۴) نسخه سینمایی:شبی در استوا(۱۹۴۰)
- بین خطوط (۱۹۱۵) مشترک با رابرت ولز ریچی
- تسلسل عذاب (۱۹۱۶) به نام رمز و راز طبقهٔ دوم هم منتشر شده‌است
- پنجاه شمع (۱۹۲۱)
- ده داستان کوتاه از ارل در بیگرز (۱۹۳۳)